# كيندرا ليلي
كيندرا ليلي هي لاعبة كرلنغ كندية، ولدت في 18 يونيو 1991 في غريتر سودبوري في كندا.